# Michael Genähr
Michael Genähr (* 1. Juli 1958 in Soest) ist ein deutscher Comedian und Moderator.
Genähr steht seit 1985 auf der Bühne, zunächst als Moderator in der Berliner Scheinbar. Nach Engagements in Köln im Sprungbrett Theater und in Hamburg im Schmidt Theater folgte eine Reihe von Fernsehauftritten.
Genährs erstes Soloprogramm „Ohne Gewähr“ hatte 1993 Premiere.
Seit 2000 leitet Genähr ein Team von Comedy-Autoren, arbeitet aber auch nach wie vor für sich selbst. Bekannt wurde Genähr nicht zuletzt durch seine Auftritte im Quatsch Comedy Club auf ProSieben.

## Einzelnachweis
- Michael Genähr auf ProSieben.de (Memento vom 11. Februar 2009 im Internet Archive)

| Personendaten    | Personendaten                    |
| ---------------- | -------------------------------- |
| NAME             | Genähr, Michael                  |
| KURZBESCHREIBUNG | deutscher Comedian und Moderator |
| GEBURTSDATUM     | 1. Juli 1958                     |
| GEBURTSORT       | Soest                            |